# Gorges du Dadès
 (juillet 2008).
Si vous disposez d'ouvrages ou d'articles de référence ou si vous connaissez des sites web de qualité traitant du thème abordé ici, merci de compléter l'article en donnant les références utiles à sa vérifiabilité et en les liant à la section « Notes et références ».
Les gorges du Dadès (en arabe : وادي دادس) sont des gorges situées dans la haute vallée du Dadès entre les localités de Boumalne Dadès et M'semrir au Maroc. C’est une destination touristique fréquentée.

## Localisation
L'oued Dadès et ses gorges sont situés entre le Haut Atlas et le djebel Saghro, à l'est-sud-est de Marrakech. Le Dadès est une rivière longue de près de 200 km, dont la moitié est située en zone montagneuse. Le long de son cours se succèdent 4 séries de gorges et défilés, profonds de 200 à 500 m.

## Géologie
Les gorges sont originellement formées par des roches sédimentaires déposées en milieu marin sur une longue période, du Jurassique à l'Éocène. Puis ces roches ont été exondées au cours de l'orogenèse alpine, à l'Oligocène. Le Dadès s'est formé au cours du soulèvement ; il s'est donc enfoncé par antécédence dans les roches qui étaient poussées vers le haut, creusant des gorges dans les marnes, grès ou calcaires.

## Les différentes gorges

### Première série de gorges
L'oued est alors encore divisé en deux branches, chacune ayant creusé ses gorges sur près de 300 m de profondeur dans des calcaires de couleur ocre datant du Dogger (Jurassique moyen).

### Deuxième série de gorges
Elles sont séparées des premières par le bassin de M'semrir, et sont elles aussi creusées dans du calcaire datant du Dogger. Sur plus de 500 m de longueur, l'oued s'est frayé un passage étroit, creusant les roches sur près de 400 m de profondeur.

### Troisième série de gorges
Elles sont séparées des précédentes par un bassin étroit, enserré entre des escarpements, et sont creusées sur plusieurs kilomètres de longueur dans des calcaires récifaux ocre ou parfois rougeâtres. Ces calcaires, plus anciens que les précédents, datent du Lias (Jurassique inférieur). Leur caractère massif et résistant explique l'étroitesse du passage creusé par l'oued, qui par endroits se réduit à quelques mètres de largeur.

### Quatrième série de gorges
Ces gorges, situées au nord de l'oasis de Boumalne, sont différentes car creusées dans des roches plus variées datant du Crétacé et de l'Éocène. Les gorges classiques à parois subverticales creusées dans des calcaires ocre alternent avec des rétrécissements dans du grès rouge, et montrent par place des figures de ravinement dans des marnes.

## Galerie de photographies

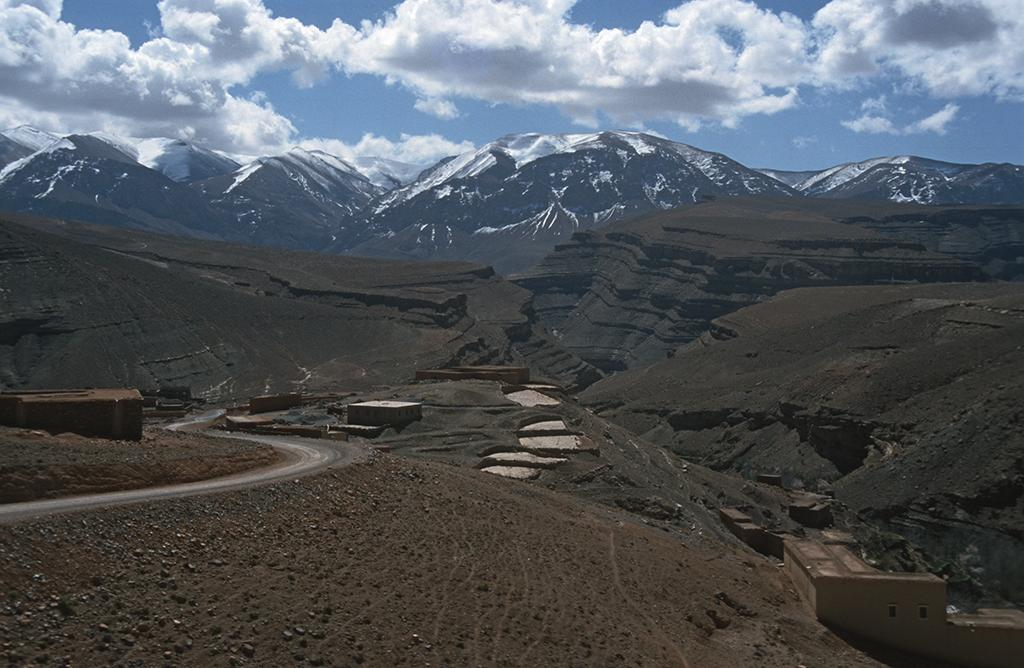
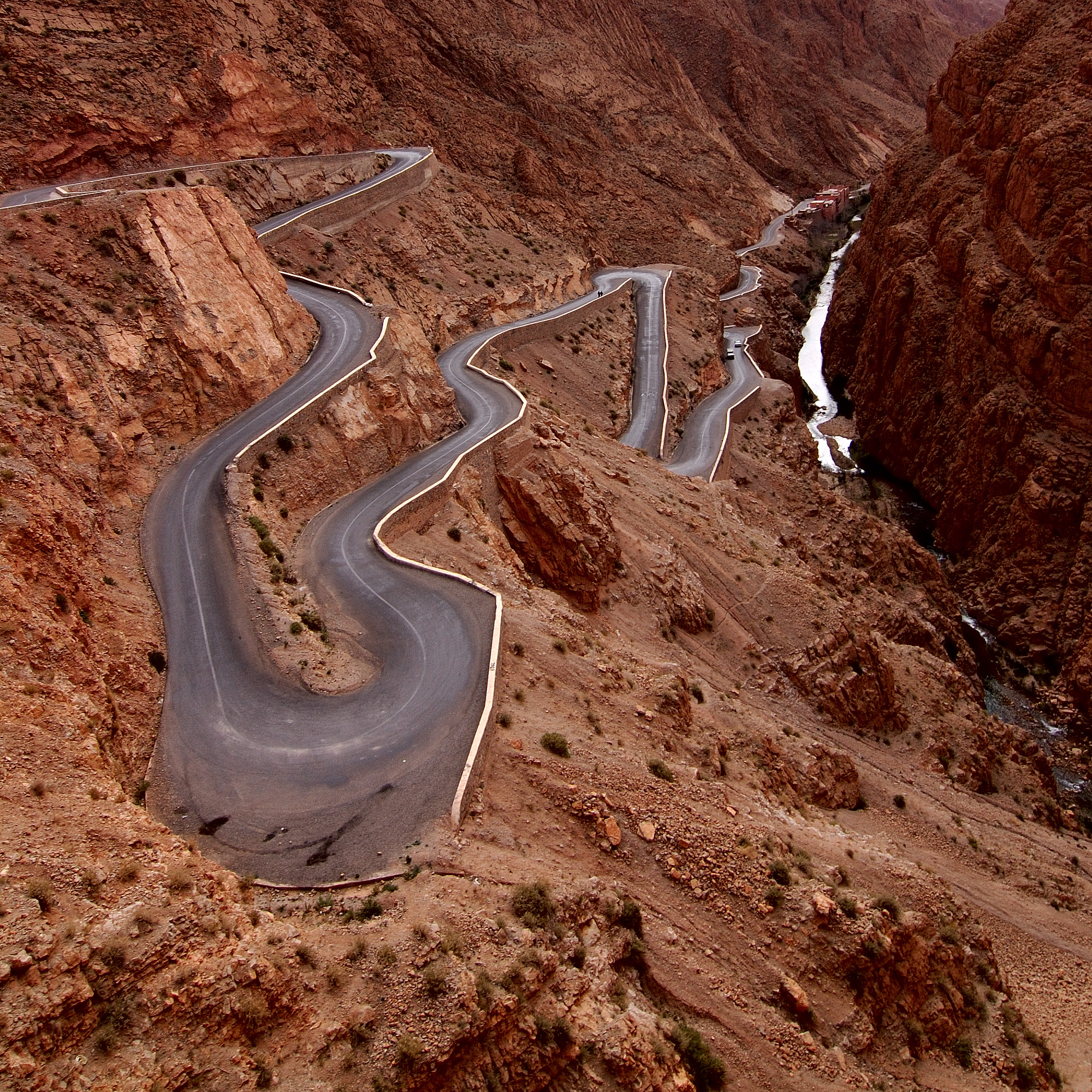
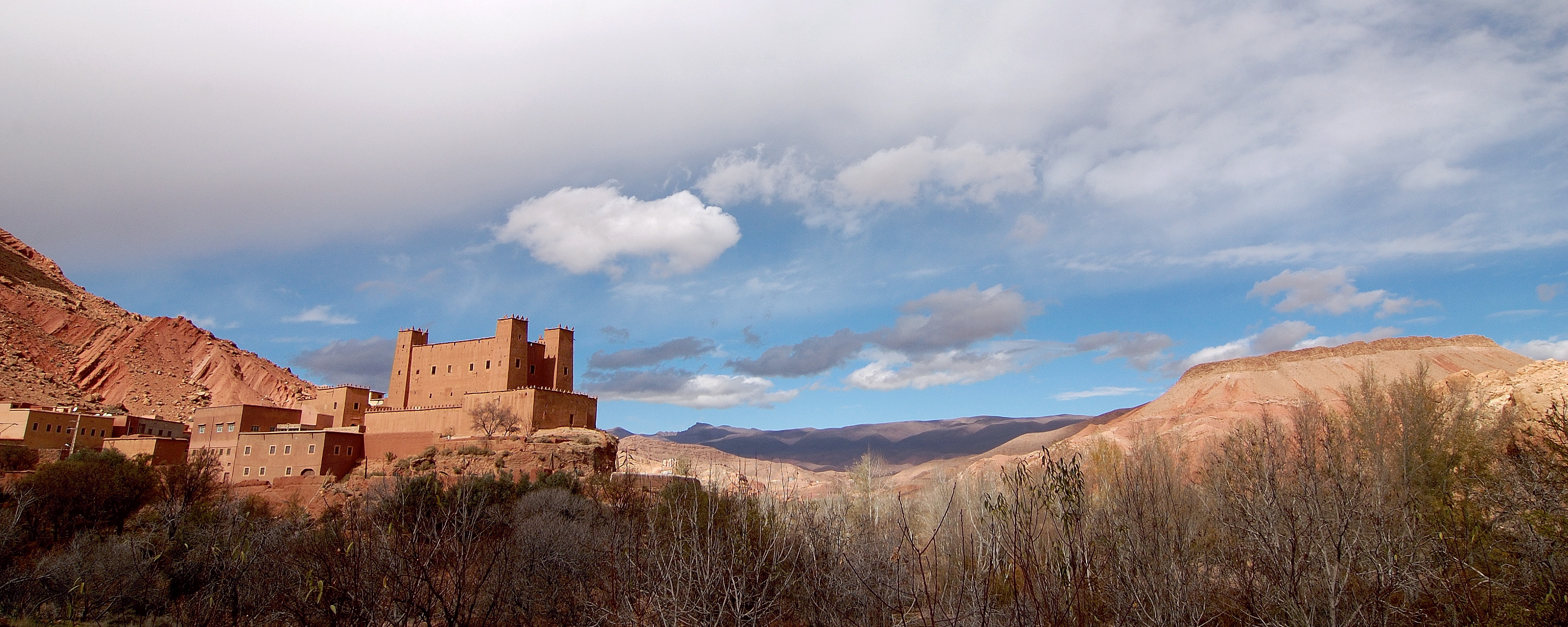
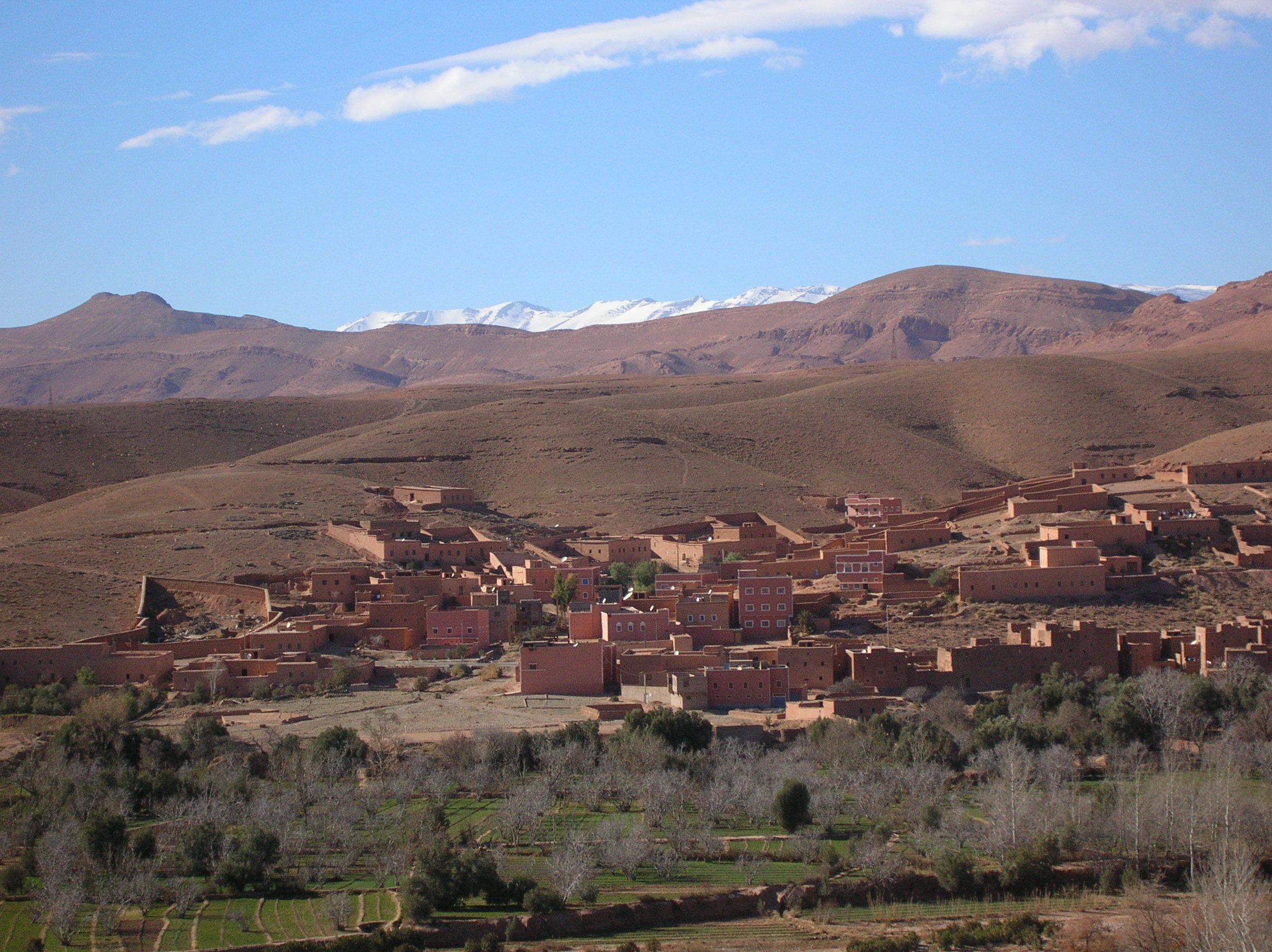

## Intérêt touristique

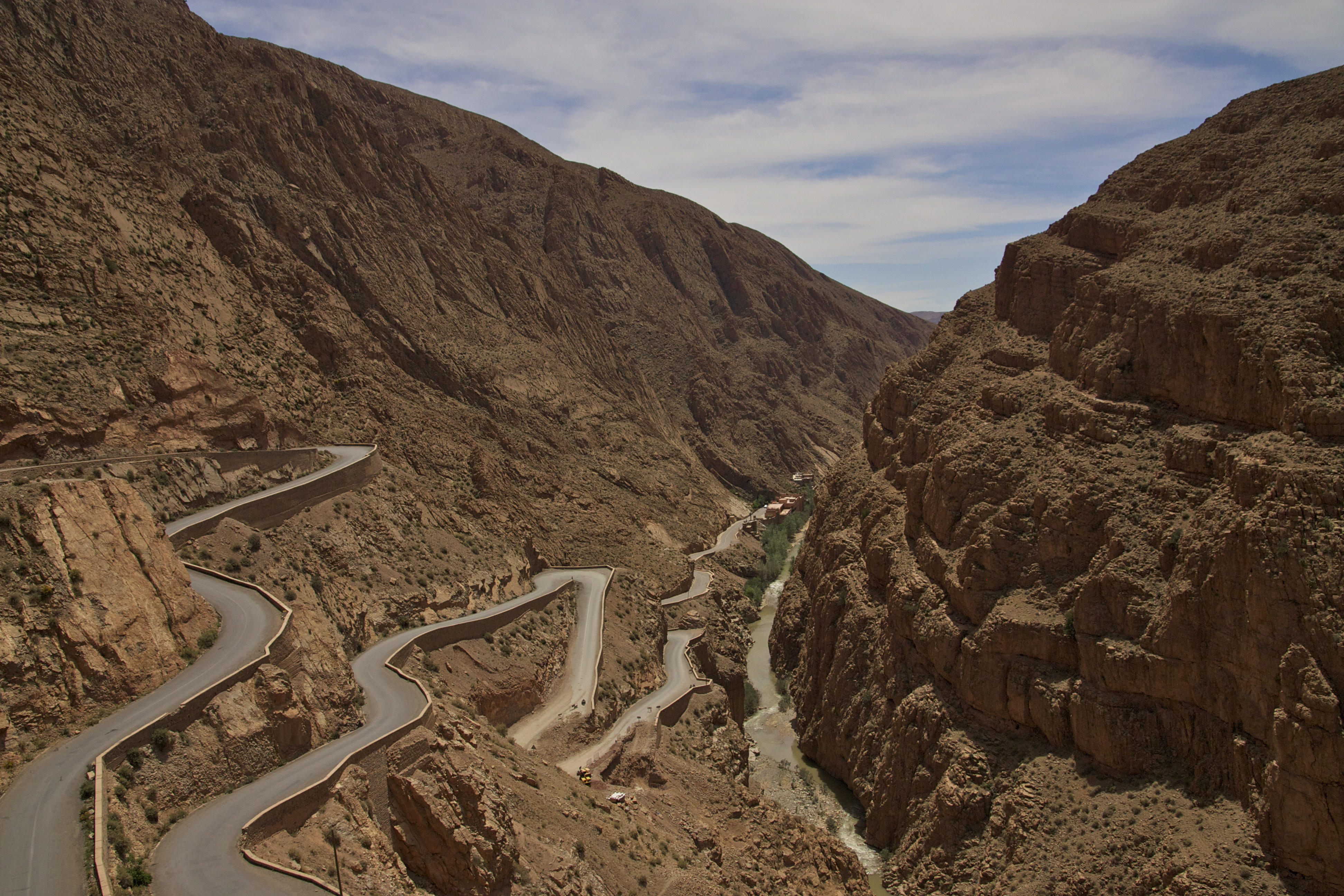
Route à lacets dans les gorges.

Réputée pour ses paysages et pour l'hospitalité de ses habitants (les Berbères), on retiendra notamment les « Doigts de singes » (paysage rocailleux appelé aussi « le cerveau de l'Atlas »), les kasbahs, et les vues pittoresques composant le paysage du Haut Atlas, Tissadrine un profond ravin de plusieurs mètres de dénivelé dont la route le longe pour rallier la vallée à M'semrir[réf. nécessaire].

## Démographie
Les premiers habitants se sont installés dans cette vallée pour la plupart dans les années 1850, ils venaient des centres urbains alentour qui à l'époque correspondaient à des gros bourgs, comme Ouarzazate, Zagora, etc. Le roi de l'époque voulant peupler ces contrées[réf. nécessaire].
Beaucoup d'habitants de cette région ont émigré vers la France à la suite de la politique française de recrutement de main d'œuvre dans le contexte des Trente Glorieuses. D'autres sont partis vers les Pays-Bas[réf. nécessaire].